# ارين هارمون لويس
ارين هارمون لويس (بالإنجليزية: Warren Harmon Lewis)‏ هو عالم أحياء خلوية أمريكي، ولد في 17 يونيو 1870 في Suffield, Connecticut ‏ في الولايات المتحدة، وتوفي في 3 يوليو 1964 في فيلادلفيا في الولايات المتحدة.